# NGC 2261
NGC 2261  je promjenljiva maglica (i emisijska i odrazna) u zviježđu Jednoroga.

## Poveznice
- NGC 1555

## Vanjske poveznice
- (engl.) Europen Homepage for the HST Pictures and information on NGC 2261  Arhivirana inačica izvorne stranice od 9. travnja 2007. (Wayback Machine)